# 闺门旦

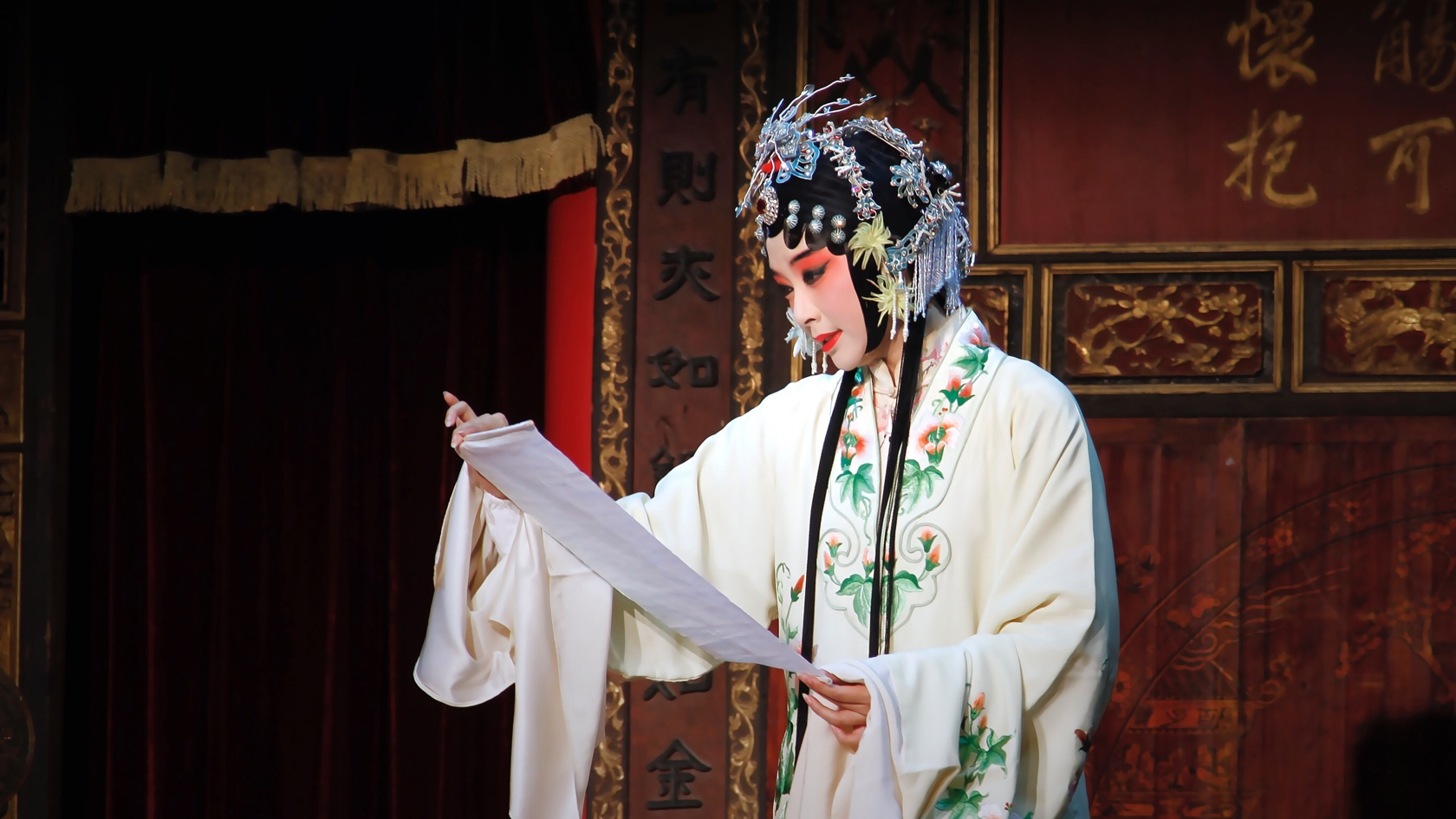
昆曲《牡丹亭》的表演片段，图为单雯饰演的闺门旦杜丽娘。

闺门旦，戏曲中的行当名称，是旦的一种，一般指尚未出嫁的年轻女子。

## 分類
- 崑曲闺门旦

在崑曲中，闺门旦的代表人物有《牡丹亭》中的杜麗娘、《長生殿》中的楊玉環等。
- 京剧闺门旦

在京剧中，闺门旦的代表人物有荀慧生派剧目《勘玉钏》中的俞素秋、《红楼二尤》中的尤二姐等。
- 越剧闺门旦

在越剧中，闺门旦一般为大家闺秀、千金小姐之类的角色，唱工和做工兼擅。如《西厢记》中的崔莺莺、《红楼梦》中的薛宝钗。